# DK32
De DK32 (Pools: Droga krajowa nr 32) is een route op het Poolse nationale wegennet. De weg loopt van de Duitse grens bij Gubin tot aan Zielona Góra, waar de weg aansluit op de S3. 

## Steden langs de DK32
- Gubin
- Zielona Góra

DK1 · DK2 · DK3 · DK4 · DK5 · DK6 · DK7 · DK8 · DK9 · DK10 · DK11 · DK12 · DK13 · DK14 · DK15 · DK16 · DK17 · DK18 · DK19 · DK20 · DK21 · DK22 · DK23 · DK24 · DK25 · DK26 · DK27 · DK28 · DK29 · DK30 · DK31 · DK32 · DK33 · DK34 · DK35 · DK36 · DK37 · DK38 · DK39 · DK40 · DK41 · DK42 · DK43 · DK44 · DK45 · DK46 · DK47 · DK48 · DK49 · DK50 · DK51 · DK52 · DK53 · DK54 · DK55 · DK56 · DK57 · DK58 · DK59 · DK60 · DK61 · DK62 · DK63 · DK64 · DK65 · DK66 · DK67 · DK68 · DK69 · DK70 · DK71 · DK72 · DK73 · DK74 · DK75 · DK76 · DK77 · DK78 · DK79 · DK80 · DK81 · DK82 · DK83 · DK84 · DK85 · DK86 · DK87 · DK88 · DK89 · DK90 · DK91 · DK92 · DK93 · DK94 · DK95 · DK96 · DK97 · DK98